# Пашкинцы
Пашкинцы — упразднённая в 1988 году деревня в Слободском районе Кировской области России. Ныне — урочище. Малая родина Н. С. Пашкина, председателя Ярославского (1949—1950) и Липецкого (1954—1961) облисполкомов.

## География
Расположена была по берегу реки Чумовица.

### Географическое положение
Близнаходящиеся населённые пункты (стрелка — направление, расстояния в километрах — по прямой)
- д. Большие Касьяны (↗ 0.9 км)
- д. Тананинцы (← 1.8 км)
- д. Чебери (↙ 2 км)
- д. Чураки (↙ 2 км)
- д. Левинцы (↓ 2.1 км)
- д. Галичины (↘ 2.8 км)
- д. Бараны (← 2.8 км)
- д. Малые Касьяны (↖ 2.9 км)
- д. Петраки (↙ 2.9 км)
- д. Сенькинцы (↙ 2.9 км)
- д. Шиловы (↖ 3 км)

## История
Упоминается в 3‑й ревизии (РГАДА 350-2-3194, 1762 г.) как в деревне вновь поселившей Васильевской. Административное подчинение: Казанская губерния, Вятская провинция, Слободской уезд,	Холунитский стан, Холунитский оброчный стан. Позднее деревня Пашкины (Пашкинцы, Васильевская) относилась к Ильинской, в 1920-е годы — к Слободской волости Слободского уезда, в последующем входила в состав Ильинского сельсовета.
Упразднена 13.01.1988 Решением Кировского облсовета № 21 от 13.01.1988.

## Население
В 1950 году проживали 22 человека (Списки нас. пунктов Кировской области, составленные по данным похозяйственных книг на 1 января 1951 года. // ЦГАКО. Ф. 2344. Оп. 31. Ед. хр. 529. л. 789 об.).

## Известные уроженцы
Никола́й Семёнович Па́шкин (1910—2002) — советский партийный и государственный деятель; первый секретарь Костромского областного комитета ВКП(б) (1950—1952), председатель Ярославского (1949—1950) и Липецкого (1954—1961) областных исполнительных комитетов Советов депутатов трудящихся.

## Инфраструктура
Было личное подсобное хозяйство.

## Транспорт
Стояла «по правую сторону Кайской коммерческой дороге» (Список населённых мест Вятской губернии 1859—1873 гг.).